# بيتر توماس (لاعب كرة قدم)
بيتر توماس (بالإنجليزية: Peter Thomas)‏ (18 أكتوبر 1932 في المملكة المتحدة - ) هو لاعب كرة قدم بريطاني في مركز جناح. لعب مع كارديف سيتي ونادي إكزتر سيتي ونيوبورت كونتي ونادي باث سيتي.

## وصلات خارجية
- بيتر توماس على موقع قاعدة بيانات كرة القدم.إي يو (الإنجليزية)